# علم الآثار الحيوي
يُنسب مصطلح علم الآثار الحيوي (بالإنجليزية: Bioarchaeology)‏ إلى عالم الآثار البريطاني جراهام كلارك، الذي عرَّفه في عام 1972 على أنه دراسة عظام الحيوانات والبشر من المواقع الأثرية. أعيد تعريف علم الآثار الحيوي في الولايات المتحدة عام 1977 من قبل جين بويكسترا، وهو يشير الآن إلى الدراسة العلمية للبقايا البشرية من المواقع الأثرية، وهو نظام معروف في بلدان أخرى باسم علم الآثار العظمي أو علم العظام أو علم العظام القديمة. مقارنةً بعلم الآثار الحيوي، فإن علم الآثار العظمية هو الدراسة العلمية التي تركز فقط على الهيكل العظمي البشري. يستخدم الهيكل العظمي البشري لإخبارنا عن الصحة ونمط الحياة والنظام الغذائي والوفيات واللياقة البدنية في الماضي. علاوة على ذلك، فإن علم العظام القديمة هو دراسة بسيطة للعظام القديمة.
في المقابل، يستخدم مصطلح علم الآثار الحيوي في أوروبا لوصف دراسة جميع البقايا البيولوجية من المواقع الأثرية. على الرغم من أن كلارك استخدمها لوصف البقايا البشرية وبقايا الحيوانات (علم الحيوان/علم الآثار الحيواني)، إلا أن علماء الآثار الحديثين بشكل متزايد يشملون أيضًا البقايا النباتية (علم النبات/علم الآثار النباتي).
وُلد علم الآثار الحيوي إلى حد كبير من ممارسات علم الآثار الجديد، الذي تطور في الولايات المتحدة في السبعينيات كرد فعل على نهج تاريخي ثقافي أساسي لفهم الماضي. دعا أنصار علم الآثار الجديد إلى استخدام الأساليب العملية لاختبار الفرضيات حول التفاعل بين الثقافة وعلم الأحياء، أو نهج الثقافة الحيوية. يدافع بعض علماء الآثار عن نهج أكثر شمولية لعلم الآثار الحيوي الذي يتضمن النظرية النقدية ويكون أكثر صلة بالسكان المنحدرين من أصول حديثة.
إذا أمكن، يتم تحليل البقايا البشرية من المواقع الأثرية لتحديد الجنس والعمر والصحة. والتي تندرج جميعها تحت مصطلح «علم الآثار الحيوي».

## علم الحفريات (الأحياء القديمة)
علم الأحياء القديمة هو المجال الذي يحاول تحديد الخصائص الديموغرافية من السكان السابقين. تُستخدم المعلومات التي جمعت للخلوص إلى تفسيرات. يستخدم علماء الآثار الحيوية في بعض الأحيان علم الحفريات القديمة ويقومون بإنشاء جداول الحياة، وهو نوع من التحليل الجماعي، لفهم الخصائص الديموغرافية (مثل خطر الموت أو نسبة الجنس) لفئة عمرية معينة ضمن مجموعة سكانية. يعتبر العمر والجنس من المتغيرات الحاسمة في بناء جدول الحياة، على الرغم من أن هذه المعلومات غالبًا ما تكون غير متاحة لعلماء الآثار البيولوجية. لذلك، غالبًا ما يكون من الضروري تقدير عمر وجنس الأفراد بناءً على الخصائص المورفولوجية المحددة للهيكل العظمي.

### تقدير العمر
يشير تقدير العمر في علم الآثار الحيوية وعلم العظام في الواقع إلى تقريب العمر الهيكلي أو البيولوجي عند الوفاة. الافتراض الأساسي في تقدير العمر هو أن عمر الهيكل العظمي للفرد يرتبط ارتباطًا وثيقًا بالعمر الزمني. يمكن أن يعتمد تقدير العمر على أنماط النمو والتطور أو التغيرات التنكسية في الهيكل العظمي. طورت العديد من الطرق لتتبع هذه الأنواع من التغييرات باستخدام مجموعة متنوعة من السلاسل الهيكلية. على سبيل المثال، يقدر العمر عند الأطفال عادةً من خلال تقييم نمو أسنانهم، وتعظم واندماج عناصر هيكلية معينة، أو طول العظام الطويلة. بالنسبة للأطفال، فإن الفترات الزمنية المختلفة التي تندلع فيها أسنان مختلفة من اللثة معروفة بشكل أفضل بإخبار عمر الطفل بالسنة المحددة. ولكن بمجرد اكتمال نمو الأسنان، يصعب تحديد العمر باستخدام الأسنان. عند البالغين، تُستخدم التغييرات التنكسية في الارتفاق العاني، والسطح الأذني للحرقفة، والنهاية القصية للضلع الرابع، وتآكل الأسنان بشكل شائع لتقدير عمر الهيكل العظمي.
عند استخدام العظام لتحديد العمر، قد تكون هناك مشاكل قد تواجهها. حتى سن الثلاثين، تبقى عظام الإنسان في حالة نمو. تندمج عظام مختلفة في نقاط نمو مختلفة. قد لا تتبع بعض العظام مراحل النمو الصحيحة مما قد يفسد تحليلك. أيضًا، مع التقدم في السن، هناك تآكل في عظام البشر ويصبح تقدير العمر أقل دقة مع تقدم العظام في السن. ثم تصنف العظام على أنها صغيرة (20-35 عامًا)، أو متوسطة (35-50 عامًا)، أو كبيرة (+50 عامًا).

### تحديد الجنس
يستخدم علماء الآثار البيولوجية الاختلافات في تشريح الهيكل العظمي للذكور والإناث لتحديد الجنس البيولوجي للهياكل العظمية البشرية. البشر ثنائيو الشكل جنسيًا، على الرغم من أن التداخل في شكل الجسم والخصائص الجنسية أمر ممكن. لا يمكن تحديد جنس كل الهياكل العظمية، وقد تحدد بعض الهياكل بشكل خاطئ على أنها ذكر أو أنثى. تستند الهياكل العظمية للجنس على ملاحظة أن الذكور البيولوجيين والإناث البيولوجيين يختلفون أكثر في الجمجمة والحوض. يركز علماء الآثار البيولوجية على هذه الأجزاء من الجسم عند تحديد الجنس، على الرغم من أنه يمكن أيضًا استخدام أجزاء أخرى من الجسم. يكون الحوض الأنثوي عمومًا أوسع من حوض الذكر، والزاوية بين الرامي السفلي (الزاوية تحت العانة) أوسع وأكثر على شكل حرف U، في حين أن الزاوية شبه العانية للذكور تكون أكثر على شكل حرف V وأقل من 90 درجة. توضح فينيسيا اختلافات بصرية عديدة بين الحوض الذكري والأنثوي.
بشكل عام، الهيكل العظمي الذكري أقوى من الهيكل العظمي الأنثوي بسبب الكتلة العضلية الأكبر للذكور. لدى الذكور عمومًا نتوءات جبهية أكثر وضوحًا، وقوائم مؤخرة، ونواتئ خشائية أيضًا. يجب أن نتذكر أن حجم الهيكل العظمي ومتانته يتأثران بمستويات التغذية والنشاط. تعد ميزات الحوض والجمجمة مؤشرات أكثر موثوقية للجنس البيولوجي. يعد تحديد الجنس مع الهياكل العظمية للشباب الذين لم يكملوا سن البلوغ أكثر صعوبة وإشكالية منها مع البالغين، لأن الجسم لم يكن لديه الوقت الكافي للنمو بشكل كامل.
إن تحديد جنس الهياكل العظمية في علم الآثار البيولوجية ليس مقاومًا للخطأ. في مراجعة تحديد جنس الجماجم المصرية، وجد مان أن 20.3% يمكن تخصيصها لجنس مختلف عن الجنس المشار إليه في الأدبيات الأثرية. أظهرت إعادة تقييم عمل مان أنه لم يفهم نظام ترقيم المقابر للحفريات القديمة وخصص أرقام مقابر خاطئة للجماجم. كان تصنيف مادة العظام في الواقع صحيحًا تمامًا. ومع ذلك، فإن تسجيل الأخطاء وإعادة ترتيب الرفات البشرية قد يلعب دورًا في حدوث هذا الخطأ الكبير في التعرف على الهوية.
أدى الاختبار المباشر لأساليب علم الآثار البيولوجية لتحديد جنس الهياكل العظمية عن طريق مقارنة الأسماء الجنسانية على لوحات التابوت من سرداب في كنيسة المسيح، سبيتالفيلدز، لندن إلى البقايا المرتبطة بها إلى نسبة نجاح بلغت 98 بالمائة.
الاختلافات القائمة على الجنس ليست بطبيعتها شكلًا من أشكال عدم المساواة، ولكنها تصبح عدم مساواة عندما يُمنح أفراد من جنس واحد امتيازات على أساس جنسهم. وهذا نابع من استثمار المجتمع للفروق ذات المعنى الثقافي والاجتماعي. قد تضع أنماط العمل الجنساني علاماتها على العظام ويمكن التعرف عليها في السجل الأثري. وجد موليسون دليلًا على أنماط العمل الجندرية من خلال ملاحظة التهاب المفاصل الشديد في أصابع القدم، وانهيار آخر الفقرات الظهرية، والذراعين والساقين العضليين بين الهياكل العظمية للإناث في أبو هريرة. فسرت هذا النمط القائم على الجنس من الاختلاف في الهيكل العظمي على أنه مؤشر على أنماط العمل الجنساني. يمكن أن تكون هذه الأنواع من التغييرات الهيكلية ناتجة عن قضاء النساء فترات طويلة من الوقت في الركوع أثناء طحن الحبوب مع ثني أصابع القدم إلى الأمام. البحث عن الجنس من بقايا الجثث هو محل اهتمام متزايد لعلماء الآثار.